# 須賀次郎
須賀 次郎（すが じろう、1935年1月25日 - ）は日本の社会起業家 教育者 技術者。
財団法人 社会スポーツセンター顧問。特定非営利活動法人 日本水中科学協会を設立代表理事。東京府東京市日本橋区（現・東京都中央区）出身。全日本潜水連盟理事長、財団法人社会スポーツセンター常務理事。株式会社スガ・マリンメカニック代表取締役、株式会社テ・ルを代表取締役を退任している。

## 人物・来歴
- 1955年 東京水産大学入学・スキンダイビング開始。
- 1956年 奄美大島でスクーバの体験。
- 1957年 東京水産大学潜水部クラブ創立。
- 1957年 日本潜水科学協会 後の海中開発技術協会創立。学生会員第一号として参加。
- 1959年 東亜潜水機株式会社入社。スクーバ機材の設計製作販売を担当
- 1962年3月 潜水士制度第一回試験合格第71号
- 1963年8月9日 千葉県館山市で90M実験潜水。
- 1964年 読売ランドに水中劇場『竜宮城』オープン 水中舞台監督に就任。
- 1966年2月4日 全日空機が羽田沖に墜落。航空局の依頼で水中現場写真を撮影する。
- 1966年 7月潜水指導書『アクアランド潜水』出版。
- 1967年12月 日本潜水会創立。日本初の潜水指導員養成と潜水技術認定を行う。
- 1969年6月 株式会社スガ・マリンメカニック設立。水中撮影機材の設計製作販売、水中機器を利用した主として水産関連・海洋の調査を全国の研究機関の依頼を受け行う。
- 1972年11月 全日本潜水連盟設立。全国の指導組織を統合した全日本潜水連盟を設立し、インストラクターの指導にあたる。
- 1997年 東京水産大学で、潜水にかかわる実習の講義を行う。
- 1980年 釜石湾口防波堤調査工事、ヘリウムガスを使用して、水深70m、船上減圧潜水を行う。
- 1981年 岩手県竜泉洞探検 NHK特集。
- 1986年 ニュース・ステーション「立松和平と須賀潮美の心と感動の旅」撮影を担当。フルフェースマスクによる水中レポートシステムを開発。
- 1986年10月 有限会社アアク・ファイブ・テレビ設立[6]。
- 1988年 社会スポーツセンターによる社会体育指導者講習始まる。
- 1988年9月 文部大臣認可・財団法人社会スポーツセンター理事に就任。文部省社会体育指導者資格付与制度をスクーバ・ダイビングに導入する。
- 2010年 特定非営利活動法人日本水中科学協会を設立代表理事に就任。
- 2014年7月17日 ニッポン潜水グラフィティ、須賀次郎著、成山堂書店より刊行。
- 2017年12月10日 日本水中科学協会（JAUS) 第七回シンポジウム開催

## 著書
- 『大深度潜水試験報告』国際アクアクラブ・『舘石昭, 須賀次郎著』、1963年12月。
- 『JUDF Diving Manual』全日本潜水連盟・『須賀次郎著』、1965年4月。
- 『アクアラング潜水』ダヴィット社刊・『須賀次郎・浅見国治共著』、1966年。ASIN B000JAAUDI。
- 『アクアラング潜水』ダヴィット社刊・『須賀次郎・浅見国治共著』、1968年。
- 『水中写真の撮影』恒星社厚生閣・『須賀次郎・小池康之共著』、1972年。ASIN B000JA1KSW。
- 『スポーツダイビング入門』ダイビングワールド社『須賀次郎・竜崎秀夫共著』、1976年7月。ASIN B000J8VB2O。
- 『スポーツダイビング入門』マリン企画・『須賀次郎・竜崎秀夫共著』、1977年。
- 『アクアラング潜水』ダヴィット社刊・『須賀次郎・浅見国治共著』、1978年。
- 『潜水と水中撮影入門』共立出版・『須賀次郎・後藤道夫共著』、1978年。ISBN 978-4-320-09214-3。
- 『スポーツダイビング入門』マリン企画・『須賀次郎・竜崎秀夫共著』、1982年。ISBN 4895123014。
- 『減圧表作成の理論 : 減圧表の使用法』全日本潜水連盟・『大道弘昭, 須賀次郎 [共著] ; JUDF安全対策協会編』、1987年。
- 『社会体育指導者補助教本』財団法人・社会スポーツセンター、1991年。
- 『スクーバダイビングマニュアル（水産高校ダイビングテキスト指定)財団法人・社会スポーツセンター』1996年。
- 『産業界の動向・マリンスポーツとしてのスクーバダイビング』『産業教育/文部省職業教育課編・須賀次郎著』記事・論文、2000年。
- 『リレー随筆：海岸を巡る環境教育』須賀次郎著、2002年。
- 『ダイビング：潜水技術検定テキスト』社会スポーツセンター出版・『須賀次郎・小池康之監修』、2003年。
- 『豊かな海』全国沿岸漁業振興開発協会出版・須賀次郎著：写真・文、2003年。
- 『JUDF text book : スクーバダイビングテキストブック』全日本潜水連盟・『須賀次郎著』、2004年。
- 『水の惑星：ベテランダイバーが語る』NDL雑誌記事索引『アンディ・バイヤット対談:須賀次郎』記事・論文、2004年。
- 『最新ダイビング用語事典：安全管理、活動の実例から医学、教育情報まで』日本水中科学協会編集、成山堂書店、2012年12月。ISBN 9784425954810。
- 『一発合格！よくわかる潜水士試験完全攻略テキスト＆問題集』ナツメ社『須賀次郎・工藤和由共著』、2014年4月。ISBN 9784816355998。
- 『ニッポン潜水グラフィティ』成山堂書店・『須賀次郎著 ダイビング界のレジェンドが今、ここに語る！』、2014年7月。ISBN 978-4-425-94821-5。
- 『スキンダイビング・セーフティ』成山堂書店・『須賀次郎・岡本美鈴・千足耕一・藤本浩一共著 スノーケリングからフリーダイビングまで』、2015年6月。ISBN 978-4-425-95561-9。
- 『スキンダイビング・セーフティ = Skindiving Safety : スノーケリングからフリーダイビングまで』成山堂書店・『岡本美鈴, 千足耕一, 藤本浩一, 須賀次郎 共著』、2018年5月。ISBN 9784425955626。
- 『スキンダイビング・セーフティ = Skindiving Safety : スノーケリングからフリーダイビングまで』成山堂書店・『岡本美鈴, 千足耕一, 藤本浩一, 須賀次郎 共著』、2019年7月。ISBN 9784425955633。